# Gitanes
Gitanes («Жита́н», с фр. — «цыганка») — культовая марка французских сигарет, основанная в 1910 году. В настоящее время принадлежит группе Imperial Tobacco. Она является своеобразной частью французского стиля, а в восьмидесятые годы XX века была также элементом определенного артистически-литературного имиджа, поскольку много представителей творческих кругов того времени отдавали предпочтение сигаретам этой марки. Слоган: Житан. Непреодолимый шарм
Gitanes ценятся за крепкий вкус и качество. Изначально позиционировались на рынке как brun — сигареты из чёрного табака, «кусачий» аромат которых достигался с помощью специальной fire-flued технологии высушивания табака и его заделки в так называемую «рисовую бумагу», но позже появились blondes. Так получался сильный и крепкий привкус, который отличался от большинства аналогичных марок.
Упаковка сигарет традиционно оформлена в одном из трёх цветов: чёрный, синий или белый. Gitanes Blondes существуют в легкой и классической версиях, Gitanes Brunes можно купить с фильтром и без фильтра, в 70-миллиметровой версии.

## Создание

### Формирование дизайна
Исторически французские солдаты переняли привычку курить в Испании, и французы начали выпускать сигареты с 1842 года, часто давая им названия испанского происхождения: Les Espagnoles, Les Hidalgos и Les Madrilènes. Марка Gitanes была создана в 1910 и также имеет испанский намёк: на пачке изображена танцовщица фламенко с веером и тамбурином.
Стиль и идею первой пачки Gitanes создал в 1927 году Морис Жио. Именно он поместил в пачку испанскую символику: веер и тамбурин.
Во время Второй мировой войны марку представляла танцующая цыганка, которую создал дизайнер А. Моллюсон. Эту идею развил дальше Макс Понти, который выиграл в 1947 году конкурс на лучший дизайн для торговой марки, сегодня это единственная в мире марка сигарет, созданная по мотивам картины. С тех пор менялся размер изображения, но основная линия оставалась неизменной. Известная всем цыганка изображена с тамбурином, поднятым над головой, на фоне тёмного неба и в волнах дыма.

### Хронология развития бренда
- 1910: Первое появление Gitanes без фильтра, доступных в трёх вариантах (Gitanes Caporal ordinaire, Gitanes Vizir и Gitanes Maryland)
- 1918: Первое появление Gitanes Maïs — отличаются тем, что вместо рисовой бумаги использовались листья кукурузы, что обеспечивало сильный вкус и жёлтый цвет сигарет. Пользовались успехом в сельской местности
- 1956: Появление первых Gitanes с фильтром (Gitanes Vizir)
- 1966: завершение выпуска Gitanes Maryland
- 1976: SEITA вместе с маркой Gitanes выступила генеральным спонсором команды Формулы 1 «Ligier», которая с тех пор называлась «Équipe Ligier-Gitanes»
- 1981: На рынке появляется легкая версия
- 1986: Выпущена первая версия Blondes, которая стала провалом в коммерческом плане
- 1988: Первый выпуск extra light версии
- 1991: Выпущены Gitanes ultra light
- 1990/91: одновременный выпуск новых версий Blondes и ultra light.
- 1999: слияние SEITA и Spanish Tabacalera, которые вместе образовали Altadis
- 2005: производство Gitanes полностью переместилось из Франции в Россию и Испанию из-за роста налоговых сборов на табачную продукцию
- 2008: британский концерн Imperial Tobacco купил Altadis за 16.2 миллиарда долларов

## Виды сигарет
- Gitanes
- Gitanes Maïs
- Gitanes Filtre Maïs
- Gitanes Filtre
- Gitanes Filtre Bleue (légère)
- Gitanes Filtre Bleue et Blanc (super légère)
- Gitanes Filtre Blanc (ultra légère)
- Gitanes Internationales
- Gitanes Blondes bleue
- Gitanes Blondes blanc (légère)

## Содержание вредных веществ в сигаретах некоторых видов Gitanes
| Gitanes        | Gitanes   | Gitanes Filtre | Gitanes Filtre | Gitanes Blondes синие | Gitanes Blondes синие                                                                                                | Gitanes Blondes белые | Gitanes Blondes белые                                                                                                |
| -------------- | --------- | -------------- | -------------- | --------------------- | --- | --------------------- | --- |
| Осадок         | 9,8 мг    | Осадок         | 10 мг          | Осадок                | 10,8 мг | Осадок                | 7 мг |
| Никотин        | 0,59 мг   | Никотин        | 0,7 мг         | Никотин               | 0,88 мг | Никотин               | 0,6 мг |
| Окись углерода | 8,4 мг    | Окись углерода | 10 мг          | Окись углерода        | 10 мг | Окись углерода        | 9 мг |
| Приложения     | Целлюлоза | Приложения     | Целлюлоза      | Приложения            | Глицерин, сахароза, целлюлоза, пропиленгликоль, кленовый сироп, инвертный сахар, сорбит, лакрица, ароматизатор, азот | Приложения            | Глицерин, сахароза, целлюлоза, пропиленгликоль, кленовый сироп, инвертный сахар, сорбит, лакрица, ароматизатор, азот |